# Brisingida
Brisingida é uma ordem de equinodermes da classe Asteroidea.